# フォノンバンド
フォノンバンドは、フォノン（量子化された格子振動）の分散曲線のこと。
単位格子に1個の原子しかない結晶では、単一のバンドを形成する。
単位格子に2個以上の原子がある結晶では、低エネルギー側の音響バンドと、高エネルギー側の光学バンドが現れる。この２つのバンド間のギャップをフォノンギャップと呼ぶ。

## 欠陥モード
結晶に不純物や格子欠陥が含まれると、完全結晶の振動モードとは異なる、欠陥モードが発生する。
軽い不純物が含まれたり、原子間力が大きくなると、光学バンドよりさらに高い振動数の欠陥モードが現れる。これを局在振動モードと呼び、結晶中を伝播せずに欠陥付近に局在する。
重い不純物や原子間力の低下では、低い振動数の欠陥モードが現れ、フォノンバンドに埋もれる。この欠陥モードは格子振動モードと共鳴的に相互作用するため、共鳴モードと呼ばれる。

## 測定・計算
実験的には赤外吸収、ラマン散乱、中性子散乱などから、理論的にはDFPT法などによってフォノンバンドを得ることができる。